# Frank Yallop
Frank Walter Yallop (Watford, 4 aprile 1964) è un allenatore di calcio ed ex calciatore canadese, di ruolo difensore, tecnico e direttore sportivo del Monterey Bay FC.

## Palmarès

### Giocatore
- Campionato inglese di seconda divisione: 1

Ipswich Town: 1991-1992
- MLS Supporters' Shield: 1

Tampa Bay Mutiny: 1996

### Allenatore
- Campionato MLS: 2

San Jose Earthquakes: 2001, 2003